# 한끼줍쇼
《한끼줍쇼》는 JTBC에서 매주 수요일 저녁 11시에 방영했던 리얼리티 버라이어티 프로그램이다. 이 프로그램은 하루를 살아가는 원동력, 소통의 매개체이기도 했던 우리네 저녁 밥상을 소재로 평범한 가정, 국민들의 저녁 속으로 들어가 저녁 한 끼 나누며 오늘을 살아가는 우리들의 모습을 엿보고자 기획되었다.

## 출연진
- 이경규
- 강호동

## 프로그램 소개

### 벨 누르는 시간대
- 동절기 : 저녁 5시 30분 ~ 7시 30분
- 하절기 : 저녁 6시부터 8시까지이다.
- 2018년 이전의 벨 누르는 시간대는 하절기 기간에는 저녁 6시 30분부터였다. 산간, 농촌, 어촌 지역, 기타 특별한 경우가 있을 시에는 동절기 시간대를 적용한다.

### 기본 수칙
긴장감과 흥미 유발, 그리고 식사 제공으로 촬영에 협조해주는 시민들의 부담을 덜어주기 위해 제작진과 출연자들이 정한 기본 수칙이다.
- 1. 공공기관, 회사, 사무실이 아닌 일반 가정집만 가능. 초인종으로만 호출해야 하지만 초인종이 없거나 띵동 외 다른 음악이 나오는 집은 문을 두드리는 것이 허용.
- 2. 식사 여부와는 별개로 한 번 거절당한 집은 두 번 이상 설득할 수 없으며, 방송 출연을 부담스러워하는 구성원이 한 명이라도 있을 경우 이미 들어갔다 하더라도 다시 퇴장. 거절한 주민이 건네는 다른 음식도 수령 불가.
- 3. 거주하는 집주인이 타 방송사 관계자(PD, 방송작가, 아나운서 등)이거나 연예인일 경우에도 식사 불가.
- 4. 이미 식사를 마쳤거나 명확한 금식 사유가 있을 경우에도 식사 불가.[2]
- 5. 20시까지 한 끼 식사를 하지 못하면 실패이며 편의점에서 해결해야 함. 이 역시 당일 촬영한 동네에 거주하는 주민이 같이 밥을 먹어줘야 식사가 가능. 제한 시간은 21시까지(동절기 20시 30분까지)이며 제한 시간 내 성공하지 못할 경우 완전실패(완실)가 됨.

### 참고 사항
- 메인 연출을 맡고 있는 방현영 프로듀서는 한끼줍쇼에 대해 "평범한 사람들이 살아가는 이야기에는 힘이 있다"고 말한다. 제작진들은 촬영현장에서 "철학자가 되는 것 같다"는 말을 서로 주고 받는다고 하는데, 경험에서 우러나오는 일반인의 얘기가 어떠한 명사의 얘기보다 와닿았기 때문이라고 인터뷰에서 밝혔다.[3]
- 어떠한 경우에도 '한끼줍쇼'에 사전 섭외란 없다. 방송 초기엔 아무런 대본도 없었고, MC들이 초행길일지라도 길 안내도 하지 않았으나 최근에는 게스트 한정으로 참고 대본이 있으며, 안전 문제 때문에 제작진이 출연진에게 대략적인 길 안내를 하기도 한다. 하지만 여전히 출연진들이 돌발적으로 길을 찾아가는 경우가 많아 동선을 예측할 수 없다.
- 이야깃거리가 있는 동네를 중심으로 2~3명의 작가팀이 한 번, PD·FD·카메라 감독 등 7~8명의 연출팀이 촬영 3~4일 전 또 한 번, 총 두 번 답사를 통해 촬영할 동네의 지리를 익힌다. 최근에는 게스트들과의 인연이 있는 동네를 많이 찾고 있다.
- 방청객 웃음소리(Laugh track) 효과를 사용하지 않았으나 161회(염곡동편)부터 사용하기 시작했다.
- 백종원의 골목식당은 2018년 8월 29일부터 수요일로 이동했는데 이경규가 이 프로그램 공동 MC 물망에 한때 거론됐으나[4] 후배들에게 좋은 본보기가 되지 못한다는 이유로 고사했다.

## 시청률
최저 시청률과 최고 시청률은 시청률 조사회사와 지역별로 시청률에 차이가 있을 수 있습니다.

### 2016년
| 회차 | 방송일    | 시청률         | 시청률 |
| 회차 | 방송일    | AGB 닐슨(전국) |        |
| ---- | --------- | -------------- | ------ |
| 1회  | 10월 19일 | 2.8%           |        |
| 2회  | 10월 26일 | 2.5%           |        |
| 3회  | 11월 2일  | 2.0%           |        |
| 4회  | 11월 9일  | 2.5%           |        |
| 5회  | 11월 16일 | 2.3%           |        |
| 6회  | 11월 23일 | 1.8%           |        |
| 7회  | 11월 30일 | 2.2%           |        |
| 8회  | 12월 7일  | 2.5%           |        |
| 9회  | 12월 14일 | 2.5%           |        |
| 10회 | 12월 21일 | 3.5%           |        |
| 11회 | 12월 28일 | 5.0%           |        |

### 2017년
| 회차 | 방송일    | 시청률         | 시청률 |
| 회차 | 방송일    | AGB 닐슨(전국) |        |
| ---- | --------- | -------------- | ------ |
| 12회 | 1월 4일   | 3.6%           |        |
| 13회 | 1월 11일  | 4.2%           |        |
| 14회 | 1월 18일  | 3.6%           |        |
| 15회 | 1월 25일  | 5.0%           |        |
| 16회 | 2월 1일   | 5.3%           |        |
| 17회 | 2월 8일   | 5.4%           |        |
| 18회 | 2월 15일  | 4.3%           |        |
| 19회 | 2월 22일  | 5.2%           |        |
| 20회 | 3월 1일   | 5.6%           |        |
| 21회 | 3월 8일   | 4.9%           |        |
| 22회 | 3월 15일  | 5.2%           |        |
| 23회 | 3월 22일  | 5.0%           |        |
| 24회 | 3월 29일  | 5.6%           |        |
| 25회 | 4월 5일   | 5.0%           |        |
| 26회 | 4월 12일  | 5.1%           |        |
| 27회 | 4월 19일  | 4.4%           |        |
| 28회 | 4월 26일  | 4.9%           |        |
| 29회 | 5월 3일   | 4.2%           |        |
| 30회 | 5월 10일  | 6.0%           |        |
| 31회 | 5월 17일  | 5.3%           |        |
| 32회 | 5월 24일  | 4.7%           |        |
| 33회 | 5월 31일  | 5.6%           |        |
| 34회 | 6월 7일   | 5.1%           |        |
| 35회 | 6월 14일  | 4.7%           |        |
| 36회 | 6월 21일  | 5.5%           |        |
| 37회 | 6월 28일  | 5.6%           |        |
| 38회 | 7월 5일   | 5.3%           |        |
| 39회 | 7월 12일  | 5.0%           |        |
| 40회 | 7월 19일  | 5.6%           |        |
| 41회 | 7월 26일  | 6.0%           |        |
| 42회 | 8월 2일   | 6.8%           |        |
| 43회 | 8월 9일   | 5.1%           |        |
| 44회 | 8월 16일  | 5.9%           |        |
| 45회 | 8월 23일  | 5.2%           |        |
| 46회 | 8월 30일  | 4.8%           |        |
| 47회 | 9월 6일   | 4.7%           |        |
| 48회 | 9월 13일  | 5.6%           |        |
| 49회 | 9월 20일  | 6.1%           |        |
| 50회 | 9월 27일  | 5.9%           |        |
| 51회 | 10월 11일 | 4.8%           |        |
| 52회 | 10월 18일 | 4.7%           |        |
| 53회 | 10월 25일 | 4.6%           |        |
| 54회 | 11월 1일  | 5.5%           |        |
| 55회 | 11월 8일  | 5.1%           |        |
| 56회 | 11월 15일 | 5.2%           |        |
| 57회 | 11월 22일 | 4.4%           |        |
| 58회 | 11월 29일 | 4.7%           |        |
| 59회 | 12월 6일  | 4.5%           |        |
| 60회 | 12월 13일 | 4.8%           |        |
| 61회 | 12월 20일 | 5.4%           |        |
| 62회 | 12월 27일 | 5.9%           |        |

### 2018년
| 회차  | 방송일    | 시청률         | 시청률 |
| 회차  | 방송일    | AGB 닐슨(전국) |        |
| ----- | --------- | -------------- | ------ |
| 63회  | 1월 3일   | 6.2%           |        |
| 64회  | 1월 10일  | 6.3%           |        |
| 65회  | 1월 17일  | 5.2%           |        |
| 66회  | 1월 24일  | 6.0%           |        |
| 67회  | 1월 31일  | 6.8%           |        |
| 68회  | 2월 7일   | 5.8%           |        |
| 69회  | 2월 14일  | 6.2%           |        |
| 70회  | 2월 21일  | 5.6%           |        |
| 71회  | 2월 28일  | 6.4%           |        |
| 72회  | 3월 7일   | 5.3%           |        |
| 73회  | 3월 14일  | 5.0%           |        |
| 74회  | 3월 21일  | 6.1%           |        |
| 75회  | 3월 28일  | 4.9%           |        |
| 76회  | 4월 4일   | 4.5%           |        |
| 77회  | 4월 11일  | 5.0%           |        |
| 78회  | 4월 18일  | 5.2%           |        |
| 79회  | 4월 25일  | 4.9%           |        |
| 80회  | 5월 2일   | 4.3%           |        |
| 81회  | 5월 9일   | 4.9%           |        |
| 82회  | 5월 16일  | 4.5%           |        |
| 83회  | 5월 23일  | 4.1%           |        |
| 84회  | 5월 30일  | 5.2%           |        |
| 85회  | 6월 6일   | 4.6%           |        |
| 86회  | 6월 20일  | 4.9%           |        |
| 87회  | 7월 4일   | 5.1%           |        |
| 88회  | 7월 11일  | 5.3%           |        |
| 89회  | 7월 18일  | 5.2%           |        |
| 90회  | 7월 25일  | 4.5%           |        |
| 91회  | 8월 1일   | 4.9%           |        |
| 92회  | 8월 8일   | 4.6%           |        |
| 93회  | 8월 15일  | 4.1%           |        |
| 94회  | 8월 22일  | 4.8%           |        |
| 95회  | 8월 29일  | 3.6%           |        |
| 96회  | 9월 5일   | 3.2%           |        |
| 97회  | 9월 12일  | 3.4%           |        |
| 98회  | 9월 19일  | 3.8%           |        |
| 99회  | 10월 3일  | 3.5%           |        |
| 100회 | 10월 10일 | 3.7%           |        |
| 101회 | 10월 17일 | 3.1%           |        |
| 102회 | 10월 24일 | 3.4%           |        |
| 103회 | 10월 31일 | 2.6%           |        |
| 104회 | 11월 7일  | 3.5%           |        |
| 105회 | 11월 14일 | 3.3%           |        |
| 106회 | 11월 21일 | 4.2%           |        |
| 107회 | 11월 28일 | 4.0%           |        |
| 108회 | 12월 5일  | 3.5%           |        |
| 109회 | 12월 12일 | 3.1%           |        |
| 110회 | 12월 19일 | 3.9%           |        |

### 2019년
| 회차  | 방송일    | 시청률         | 시청률 |
| 회차  | 방송일    | AGB 닐슨(전국) |        |
| ----- | --------- | -------------- | ------ |
| 111회 | 1월 2일   | 3.7%           |        |
| 112회 | 1월 9일   | 3.7%           |        |
| 113회 | 1월 23일  | 3.2%           |        |
| 114회 | 1월 30일  | 4.2%           |        |
| 115회 | 2월 20일  | 3.7%           |        |
| 116회 | 2월 27일  | 3.3%           |        |
| 117회 | 3월 6일   | 3.8%           |        |
| 118회 | 3월 13일  | 3.7%           |        |
| 119회 | 3월 20일  | 3.4%           |        |
| 120회 | 3월 27일  | 3.4%           |        |
| 121회 | 4월 3일   | 3.9%           |        |
| 122회 | 4월 10일  | 3.7%           |        |
| 123회 | 4월 17일  | 3.7%           |        |
| 124회 | 4월 24일  | 3.9%           |        |
| 125회 | 5월 8일   | 3.2%           |        |
| 126회 | 5월 15일  | 3.4%           |        |
| 127회 | 5월 22일  | 3.3%           |        |
| 128회 | 5월 29일  | 2.8%           |        |
| 129회 | 6월 5일   | 3.6%           |        |
| 130회 | 6월 12일  | 2.7%           |        |
| 131회 | 6월 19일  | 2.8%           |        |
| 132회 | 6월 26일  | 3.1%           |        |
| 133회 | 7월 3일   | 2.7%           |        |
| 134회 | 7월 10일  | 4.1%           |        |
| 135회 | 7월 17일  | 3.8%           |        |
| 136회 | 7월 24일  | 2.7%           |        |
| 137회 | 7월 31일  | 3.6%           |        |
| 138회 | 8월 7일   | 3.7%           |        |
| 139회 | 8월 14일  | 3.1%           |        |
| 140회 | 8월 21일  | 3.3%           |        |
| 141회 | 8월 28일  | 3.2%           |        |
| 142회 | 9월 4일   | 3.1%           |        |
| 143회 | 9월 18일  | 2.7%           |        |
| 144회 | 9월 25일  | 3.0%           |        |
| 145회 | 10월 2일  | 3.4%           |        |
| 146회 | 10월 9일  | 2.5%           |        |
| 147회 | 10월 16일 | 2.6%           |        |
| 148회 | 10월 23일 | 3.1%           |        |
| 149회 | 10월 30일 | 3.0%           |        |
| 150회 | 11월 6일  | 2.8%           |        |
| 151회 | 11월 13일 | 3.3%           |        |
| 152회 | 11월 20일 | 3.1%           |        |
| 153회 | 11월 27일 | 2.9%           |        |
| 154회 | 12월 4일  | 3.2%           |        |
| 155회 | 12월 11일 | 4.2%           |        |
| 156회 | 12월 18일 | 3.7%           |        |
| 157회 | 12월 25일 | 3.0%           |        |

### 2020년
| 회차  | 방송일   | 시청률         | 시청률 |
| 회차  | 방송일   | AGB 닐슨(전국) |        |
| ----- | -------- | -------------- | ------ |
| 158회 | 1월 1일  | 4.0%           |        |
| 159회 | 1월 8일  | 2.7%           |        |
| 160회 | 1월 29일 | 2.5%           |        |
| 161회 | 2월 5일  | 2.5%           |        |
| 162회 | 2월 12일 | 3.8%           |        |
| 163회 | 2월 19일 | 2.7%           |        |
| 164회 | 2월 26일 | 3.9%           |        |

## 결방 및 편성 변경

### 2017년
- 10월 4일 : 한끼줍쇼 일본 스페셜로 대체 편성.

### 2018년
- 6월 13일 : <대전환 한반도, 우리의 선택 6부> 편성 관계로 결방.
- 6월 27일 : 한끼줍쇼 리마인드 스페셜로 대체 편성.
- 9월 26일 : 추석 특선 영화 택시운전사 편성 관계로 결방.
- 12월 26일 : 2018 한끼 어워즈로 대체 편성.

### 2019년
- 1월 16일 : 2019년 AFC 아시안컵 조별리그 3차전 대한민국 vs 중국 중계 방송으로 결방.
- 2월 6일 : 설 특선영화 명당 재방송 편성으로 결방.
- 2월 13일 : 정상적으로 방영될 예정이였으나 게스트로 출연해 녹화를 마쳤던 김병옥의 음주운전 적발로 인하여 결방되었다. 이 때문에 해당 시간대에는 드라마 눈이 부시게 (2회 재방영)가 대체 편성되었다.
- 5월 1일 : 백상예술대상 중계 방송으로 결방.
- 9월 11일 : 추석 특선 영화 기묘한 가족 편성 관계로 결방.

### 2020년
- 1월 15일 ~ 1월 22일 : 2020년 AFC U-23 챔피언십 대한민국 중계 방송으로 2주 연속 결방.

## 세간의 평가

### 호의적인 평가
- 프로그램의 의의 : 김헌식 대중문화평론가는 "그동안의 상당수 예능들은 일반인들은 배제해왔었는데 한끼줍쇼는 이들을 적극적으로 끌어들였고 이들의 진솔한 이야기를 녹였다"고 말했다. 김성수 대중문화평론가는 "밥을 함께 나누는 것만으로도 식구(食口)라는 공동체가 된다는 전통적 가치관은 많은 이들로 하여금 공감을 끌어낸다"며 "특히 수억원을 버는 사람도 어마어마한 걸 먹지 않지 않느냐. '사는 모습 다 똑같구나' 하면서 자연스럽게 동질감을 느낀다"고 말했다. 다양한 형태의 가족과 각기 다른 상황에 놓인 이들이 등장하지만 이들이 보여주는 모습에서 이질감이 드러나지 않는 것도 이때문이다.[3]

- 민폐 논란 반박 : MC들이 초인종을 누른 뒤나 누군가를 만나 얘기를 나눈 뒤 "방송에 나가도 되느냐"고 재차 확인을 거치는 별도의 작가팀까지 있다. 또한 문을 열어주는 일반인이 부담을 갖지 않도록 스텝들은 오후 6시가 되기 전 30분 간 간단히 도시락을 따로 챙겨먹는다.

- 손씻기 캠페인 : '요리 및 식사 전 손씻기’ 생활화를 위해 질병관리본부와 함께 손씻기 캠페인을 진행 중[5]이며, 2019년 10월에는 캠페인 참여 공로로 정은경 질병관리본부 본부장이 제작진에게 감사패를 수여하였다.[6]

## 동시간대 경쟁 프로그램
- 극한 직업 (EBS 1TV)
- 우리 다시 사랑할 수 있을까 (MBN)
- 황금어장 라디오스타 (MBC)
- 백종원의 골목식당 (SBS)

## 같이 보기
- 주택
- 식구
- 건축탐구 - 집 (EBS)
- 구해줘 홈즈 (MBC)
- 이사야사 (TV조선)
- 서울엔 우리집이 없다
- 한끼합쇼 - 2025년 부활된 프로그램